# Perry Mason: Morte di un editore
Perry Mason: Morte di un editore (Perry Mason: The Case of the Scandalous Scoundrel), è un film per la televisione del 1987 diretto dal regista Christian I. Nyby II.

## Trama
Michelle Benti è una giornalista idealista, lavora per un editore di un giornale scandalistico di nome Harlan Wade, con pochi scrupoli e tanti nemici. A seguito di una intervista che la giornalista decide di non pubblicare, Wade la licenzia. Nel frattempo l'editore organizza nella sua villa una festa per una associazione benefica a favore dei bambini del cui direttivo fa parte l'avvocato Perry Mason. Mason non apprezza Harlan Wade a causa del suo comportamento e dopo uno scambio di battute se ne va accompagnato da Della. Alla festa non è l'unico nemico dell'editore, che ha in programma di pubblicare quattro notizie che danneggerebbero altrettante persone importanti. Finita la festa, Wade decide di fare un bagno in piscina quando arriva Michelle che gli urla tutto il suo disprezzo. La guardia del corpo scorta la donna fuori dalla villa e quando torna dal suo principale lo trova morto in piscina. Michelle Benti viene subito arrestata per omicidio e sarà Perry Mason, con l'aiuto di Della Street e di Paul Drake Jr., già amico della giornalista, a scoprire il vero colpevole, facendolo confessare al banco dei testimoni in tribunale. A uccidere Wade è stato il capitano Rivers, fidato sottoposto e protetto del generale Sorenson, uno dei quattro uomini che Wade avrebbe rovinato.